# F1 Racing Championship
F1 Racing Championship (znana też jako F1 Championship '99) – gra z serii gier o tematyce Formuły 1 tworzonych przez Ubisoft Studios. Po raz pierwszy ukazała się 22 marca 2001 roku, 4 września 2001 roku miała premierę w Polsce.

## Rozgrywka
F1 Racing Championship to bardzo realistyczna gra symulująca mistrzostwa Formuły 1 w sezonie 1999. W grze zostały dokładnie odwzorowane tory, zespoły i bolidy. Gracz może wziąć udział w pojedynczym wyścigu lub w pełnym sezonie Formuły 1 w 1999 roku. Gra ma dynamiczną, trójwymiarową grafikę wykorzystującą akceleratory (70,000 polygonów na trasę) oraz realistyczną fizykę jazdy bolidów, została ona stworzona przy współpracy specjalistów z Formuły 1. Gra najbardziej ze wszystkich symulacji Formuły 1 wydanych do 2002 roku, oddawała zachowanie się bolidów na torze. W grze zawarto rozbudowany system powtórek oraz możliwość oglądania ich z wielu kamer. W grze uwzględniono zmienne warunki atmosferyczne, które wpływają na zachowanie się bolidów. W grze występuje zaawansowana sztuczna inteligencja kierowców, która jest złożona z 70. parametrów.

## Odbiór gry
Gra została pozytywnie przyjęta przez dziennikarzy, uznali oni, że gra jest najlepszą symulacją Formuły 1 w historii.